# Ski-Orientierungslauf-Weltmeisterschaften 1977
Die 2. Ski-Orientierungslauf-Weltmeisterschaften fanden vom 25. bis 27. März 1977 in Welingrad, Bulgarien statt.

## Herren

### Einzel
| Platz | Land | Athlet             | Zeit      |
| ----- | ---- | ------------------ | --------- |
| 1     | SWE  | Örjan Svahn        | 2:17:53 h |
| 2     | FIN  | Pekka Pökälä       | 2:23:27 h |
| 3     | FIN  | Jorma Karvonen     | 2:24:17 h |
| 4     | SWE  | Stefan Persson     | 2:24:21 h |
| 5     | FIN  | Heikki Hautala     | 2:24:40 h |
| 6     | SWE  | Sven-Olof Bergvall | 2:32:47 h |
| 7     | SWE  | Elis Åberg         | 2:33:12 h |
| 8     | FIN  | Pertti Tikka       | 2:40:09 h |

Länge: 22 km

Teilnehmer: 29

### Staffel
| Platz | Land | Athleten                                                   | Zeit      |
| ----- | ---- | ---------------------------------------------------------- | --------- |
| 1     | SWE  | Sven-Olof Bergvall Örjan Svahn Bo Larsson Stefan Persson   | 5:26:34 h |
| 2     | BUL  | Ljubomir Stojew Alexi Arisanow Ratscho Christow Iwan Nenow | 6:57:55 h |
| 3     | TCH  | Jan Pachner Jaroslav Kačmarčík Jiří Ticháček Jaromír Górny | 7:01:27 h |
| 4     | AUT  | Johann Pucher Erich Pucher Norbert Boubela Curt Maier      | 7:56:12 h |
| 5     | GBR  | David Marshall Neil Bowman Brian Desmond David Ford        | 8:10:14 h |

Insgesamt 52 km

Es nahmen sechs Staffeln teil. Die finnische Staffel wurde disqualifiziert.

## Damen

### Einzel
| Platz | Land | Athletin           | Zeit      |
| ----- | ---- | ------------------ | --------- |
| 1     | SWE  | Marianne Bogestedt | 1:56:02 h |
| 2     | SWE  | Sonja Johannesson  | 1:57:50 h |
| 3     | FIN  | Sinikka Kukkonen   | 1:57:54 h |
| 4     | FIN  | Kaija Halonen      | 2:05:17 h |
| 5     | FIN  | Aila Flöjt         | 2:05:40 h |
| 6     | SWE  | Ingrid Wiklander   | 2:16:26 h |
| 7     | AUT  | Weltraud Köpl      | 2:16:28 h |
| 8     | SWE  | Susanne Lindgren   | 2:16:30 h |

Länge: 13 km

Teilnehmerinnen: 18

### Staffel
| Platz | Land | Athletinnen                                               | Zeit      |
| ----- | ---- | --------------------------------------------------------- | --------- |
| 1     | FIN  | Kaija Halonen Aila Flöjt Sinikka Kukkonen                 | 3:16:54 h |
| 2     | SWE  | Marianne Bogestedt Sonja Johansson Susanna Lindgren       | 3:25:51 h |
| 3     | TCH  | Dana Ticháčková Renata Vlachová Anna Handzlova            | 3:41:55 h |
| 4     | BUL  | Rumjana Genkowska Krassimira Marinowa Senicha Schukrijewa | 4:15:09 h |
| 5     | GBR  | Patricia Murphy Frances Murray Isobel Inglis              | 5:19:24 h |

Insgesamt 25,2 km

## Medaillenspiegel
| Platz | Land             | Gold | Silber | Bronze | Gesamt |
| ----- | ---------------- | ---- | ------ | ------ | ------ |
| 1     | Schweden         | 3    | 2      | –      | 5      |
| 2     | Finnland         | 1    | 1      | 2      | 4      |
| 3     | Bulgarien        | –    | 1      | –      | 1      |
| 4     | Tschechoslowakei | –    | –      | 2      | 2      |